# Anorganisch fosfaat
Fosfaat of anorganisch fosfaat is een bestanddeel in het bloed, waarvan de hoeveelheid in een ziekenhuislaboratorium gemeten kan worden. Het elektrolyt bestaat uit een mengsel van HPO42− en H2PO4−. Fosfaat is van levensbelang omdat deze stof deel uitmaakt van DNA, betrokken is bij het energie-metabolisme, de werking van allerlei enzymen ondersteunt, en belangrijk is voor de botopbouw en voor de handhaving van een constante pH van het bloed.

## Hyperfosfatemie
Te veel fosfaat (hoger dan 1,6 mmol/L) of hyperfosfatemie komt voor bij 1,5% van de ziekenhuispatiënten. Minder frequente oorzaken zijn vitamine D-overmaat, herstel van een botbreuk, bij hypoparathyreoïdie, bij botmetastases, bij nierfunctie-stoornissen. Voortdurend te veel fosfaat in de bloedbaan kan leiden tot neerslag van vast calciumfosfaat in bindweefsels, hart, bloedvaten. Voor de behandeling van hyperfosfatemie gebruikt men fosfaatbinders, die het fosfaat uit de voeding in het maag-darmkanaal binden, en zo verhinderen dat het door absorptie vanuit de dunne darm in het bloed terecht komt.

## Hypofosfatemie
Te weinig fosfaat wordt meestal veroorzaakt door fosfaatgebrek in voedsel, absorptieproblemen in de darmen, hyperparathyreoïdie, vitamine D-gebrek, nierziekten, bij gebruik van diuretica en na een ernstige zonnesteek. Als het fosfaatgehalte in bloed lager wordt dan 0,40 mmol/L kunnen de cellen in het lichaam niet meer goed functioneren, waardoor spierpijn door spierschade en algehele zwakte kunnen optreden. Een snelle suppletie (toediening) van fosfaat is dan gewenst.